# Arthur Gilligan
Arthur Edward Robert Gilligan est un joueur de cricket international anglais né le 23 décembre 1894 à Londres et décédé le 5 septembre 1976 à Pulborough. Il effectue la majeure partie de sa carrière au sein du Sussex County Cricket Club. Il dispute onze test-matchs avec l'équipe d'Angleterre entre 1922 et 1925, dont neuf en tant que capitaine.

## Biographie
Arthur Gilligan naît le 23 décembre 1894 à Londres. Il étudie d'abord à Dulwich College, entre 1906 et 1914. Il intègre l'Université de Cambridge en 1914, puis rejoint un bataillon de fusiliers lorsque la Première Guerre mondiale éclate. Il retourne à Cambridge après le conflit où il joue avec le Cambridge University Cricket Club en 1919 et 1920. La première année, il réussit notamment à éliminer six joueurs adverses en une manche en concédant cinquante-deux runs. Toujours en 1919, il marque son premier century en first-class cricket contre le Sussex County Cricket Club, 101 runs, alors qu'il est le onzième batteur de la manche.
Après avoir joué quelques rencontres pour le Surrey County Cricket Club, il rejoint le Sussex en 1920 et en devient capitaine en 1922. Il est sélectionné pour la première fois avec l'équipe d'Angleterre en 1922 pour affronter l'Afrique du Sud. Il est nommé capitaine de la sélection en 1924. Cette saison-là, lors du premier test match d'une série contre les sud-africains, son coéquipier du Sussex et lui éliminent leurs adversaires qui ne marquent trente runs en une manche.
Une balle de cricket l'atteint au-dessus du cœur lors d'un match cette même année, mais insiste pour continuer la rencontre, et marque d'ailleurs un century. La blessure lui coûtera son niveau de jeu : il ne retrouvera jamais sa forme d'avant l'incident. Capitaine de l'Angleterre en tournée en Australie en 1924-1925, son apport au lancer et à la batte son faibles. Sa carrière au niveau first-class s'arrête en 1932.
Il est président du Marylebone Cricket Club en 1967. Il meurt le 5 septembre 1976 à Pulborough, dans le Surrey.

## Bilan sportif

### Principales équipes
|                      | Test        |
| -------------------- | ----------- |
| Angleterre           | 1922 - 1925 |
|                      | First-class |
| Cambridge University | 1919 - 1920 |
| Surrey               | 1919        |
| Sussex               | 1920 - 1932 |

### Statistiques
| Statistiques internationales                              |       |
|                                                           | Tests |
| Matchs joués                                              | 11    |
| Courses marquées                                          | 209   |
| Moyenne à la batte                                        | 16,07 |
| 50/100                                                    | -/-   |
| Meilleur score                                            | 39*   |
| Guichets pris                                             | 36    |
| Moyenne au lancer                                         | 29,05 |
| 5 g. en une manche                                        | 2     |
| 10 g. en un match                                         | 1     |
| Meilleure perf. lancer                                    | 6/7   |
| Catches/Stumpings                                         | 3/-   |
| Statistiques générales                                    |       |
|                                                           | FC    |
| Matchs joués                                              | 337   |
| Courses marquées                                          | 9140  |
| Moyenne à la batte                                        | 20,08 |
| 50/100                                                    | 12/26 |
| Meilleur score                                            | 144   |
| Guichets pris                                             | 868   |
| Moyenne au lancer                                         | 23,20 |
| 5 g. en une manche                                        | 42    |
| 10 g. en un match                                         | 4     |
| Meilleure perf. lancer                                    | 8/25  |
| Catches/Stumpings                                         | 181/- |
| Mise à jour de la boîte : 16 février 2009 Actualiser aide |       |

## Honneurs
- Un des cinq Wisden Cricketers of the Year de l'année 1924.